# Rostislav Petera
Rostislav Petera (15 september 1909 – 21 juli 1980) was een Tsjecho-Slowaaks katholiek politicus. Petera was een lid van de katholieke Tsjecho-Slowaakse Volkspartij. Van 1969 tot 1971 en van 1976 tot 1980 was hij lid van de Federale Assemblee van Tsjecho-Slowakije. In 1970 werd hij secretaris-generaal van de Tsjecho-Slowaakse Volkspartij en in 1973 werd hij - als opvolger van Antonín Pospíšil - tot voorzitter van de Volkspartij gekozen. Hij zette de pro-communistische koers van de Volkspartij voort. Van 1973 tot 1980 was hij minister zonder portefeuille.